# Zygmunt Beczkowicz
Zygmunt Kazimierz Beczkowicz (ur. 21 stycznia 1887 w Łukowicy, pow. lubartowskim, zm. 2 maja 1985 w Gdyni) – polski prawnik i dyplomata, działacz społeczny i państwowy II Rzeczypospolitej, senator IV i V kadencji w latach 1935–1939. 

## Życiorys
Syn Henryka. Od 1921 był mężem Marii z Sawickich. Absolwent Wydziału Prawa Uniwersytetu Moskiewskiego. W latach 1918–1920 jeden z organizatorów sądownictwa polskiego w odrodzonej Rzeczypospolitej. Od 1920 zastępca komisarza rządu w Warszawie, następnie wicewojewoda warszawski. Po przewrocie majowym od 24 września 1926 do 20 czerwca 1931 wojewoda nowogródzki, od 20 czerwca 1931 do 27 stycznia 1933 wojewoda wileński. W latach 1933–1935 poseł Rzeczypospolitej w Rydze, w latach 1935–1939 senator Rzeczypospolitej (dwukrotnie z nominacji prezydenta RP). Wiceprezes Zarządu Głównego Towarzystwa Rozwoju Ziem Wschodnich w 1939.
W 1945 pełnił funkcję prezesa Polskiego Towarzystwa Krajoznawczego. Działacz Polskiego Towarzystwa Turystyczno-Krajoznawczego (PTTK) od 1950, w latach 1958–1960 przewodniczący Komisji Krajoznawczej Zarządu Głównego PTTK, a następnie jej członek. Wieloletni członek Głównego Sądu Koleżeńskiego PTTK oraz Komisji Historycznej Zarządu Głównego PTTK. Polskie Towarzystwo Turystyczno-Krajoznawcze nadało mu członkostwo honorowe w 1962.
Został pochowany na cmentarzu Witomińskim w Gdyni (kwatera 26-19-2).

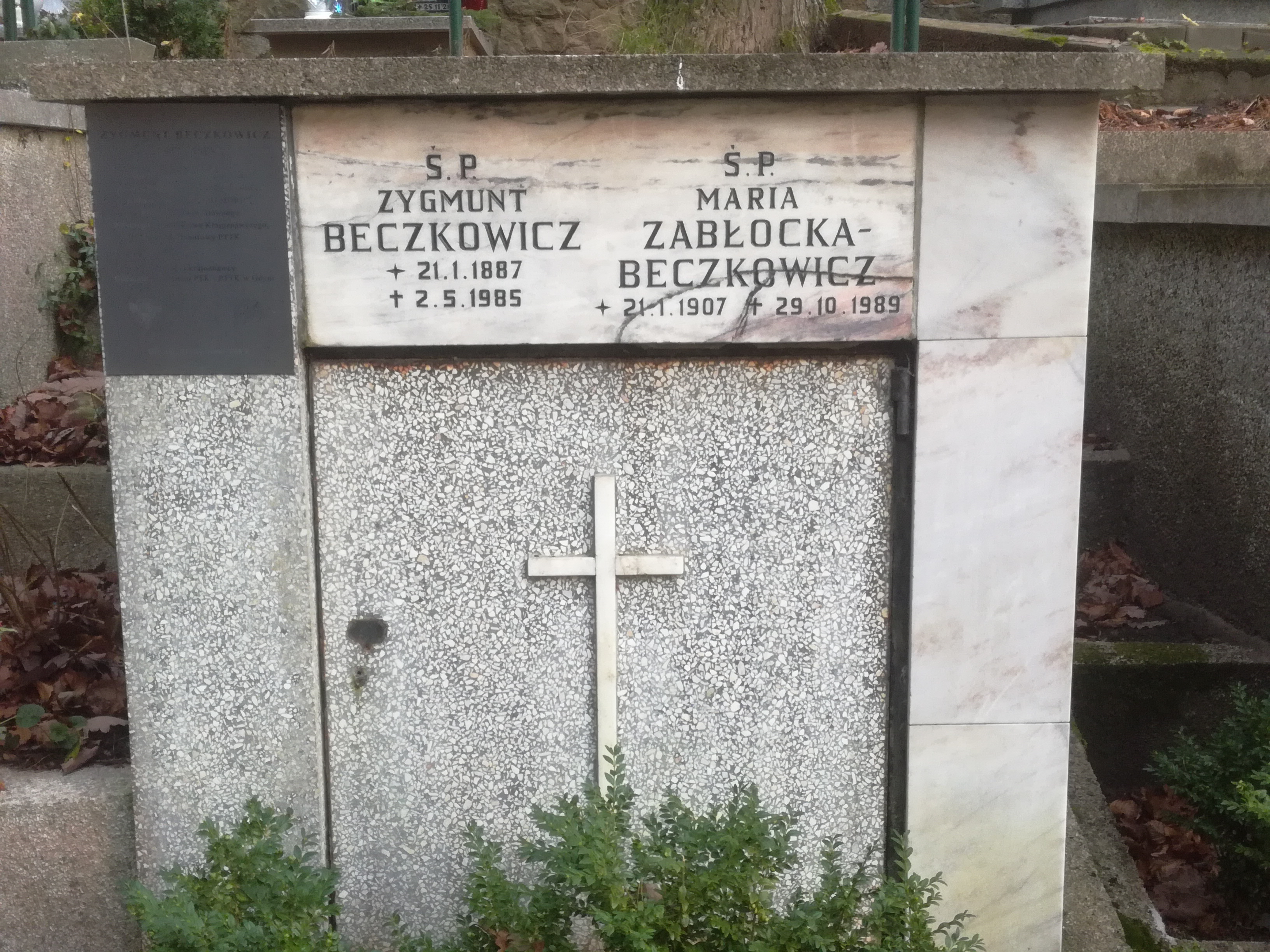
Grób Zygmunta Beczkowicza na cmentarzu Witomińskim

## Ordery i odznaczenia
- Krzyż Komandorski Orderu Odrodzenia Polski (10 listopada 1928)[4][5]
- Krzyż Oficerski Orderu Odrodzenia Polski (dwukrotnie: 2 maja 1923[5][6][7], 1964[5])
- Złoty Krzyż Zasługi (1956)[5]
- Medal Dziesięciolecia Odzyskanej Niepodległości[8]
- Wielka Wstęga Orderu Trzech Gwiazd (Łotwa)[5]

- Wielki Oficer Orderu Korony Rumunii (Rumunia)[8]